# Campeonato Mundial de Esgrima de 1991
El LIV Campeonato Mundial de Esgrima se celebró en Budapest (Hungría) entre el 13 y el 23 de junio de 1991 bajo la organización de la Federación Internacional de Esgrima (FIE) y la Federación Húngara de Esgrima.

## Medallistas

### Masculino
| Evento              | Oro                                                                                  | Plata                                                                                 | Bronce                                                                                      |
| ------------------- | ------------------------------------------------------------------------------------ | ------------------------------------------------------------------------------------- | ------------------------------------------------------------------------------------------- |
| Florete individual  | Ingo Weißenborn · Alemania                                                           | Thorsten Weidner · Alemania                                                           | Laurent Bel Francia Youssef Hocine Francia                                                  |
| Florete por equipos | Elvis Gregory · Óscar García Pérez · Tulio Díaz Babier · Rolando Tucker León · Cuba  | Ingo Weißenborn · Thorsten Weidner · Udo Wagner · Ulrich Schreck · Alemania           | Laurent Bel Youssef Hocine Philippe Omnès Patrice Lhôtellier Francia                        |
| Espada individual   | Andrei Shuvalov URSS                                                                 | Robert Felisiak · Alemania                                                            | Serguei Kostarev · URSS · Iván Kovács · Hungría                                             |
| Espada por equipos  | Andrei Shuvalov Serguei Kostarev Serguei Kravchuk Kaido Kaaberma Pavel Kolobkov URSS | Éric Srecki Robert Leroux Olivier Lenglet Hervé Faget Francia                         | Robert Felisiak · Mariusz Strzałka · Arnd Schmitt · Elmar Borrmann · Alemania               |
| Sable individual    | Grigori Kiriyenko URSS                                                               | Péter Abay · Hungría                                                                  | Vadim Gutzeit · URSS · György Nébald · Hungría                                              |
| Sable por equipos   | Péter Abay · György Nébald · Bence Szabó · Csaba Köves · Imre Bujdosó · Hungría      | Grigori Kiriyenko Vadim Gutzeit Alexandr Shirshov Samir Ibraguimov Andrei Alshan URSS | Felix Becker · Jacek Huchwajda · Jürgen Nolte · Jörg Kempenich · Frank Bleckmann · Alemania |

### Femenino
| Evento              | Oro | Plata                                                                                | Bronce                                                                                           |
| ------------------- | --- | ------------------------------------------------------------------------------------ | ------------------------------------------------------------------------------------------------ |
| Florete individual  | Giovanna Trillini · Italia                                                                                  | Claudia Grigorescu · Rumania                                                         | Sabine Bau · Alemania · Tatiana Sadovskaya · URSS                                                |
| Florete por equipos | Giovanna Trillini · Dorina Vaccaroni · Francesca Bortolozzi · Diana Bianchedi · Margherita Zalaffi · Italia | Tatiana Sadovskaya Olga Velichko Yelena Glikina Olga Sidorova Tatiana Napalkova URSS | Sabine Bau · Zita-Eva Funkenhauser · Rozalia Husti · Anja Fichtel · Alemania                     |
| Espada individual   | Mariann Horváth · Hungría                                                                                   | Eva-Maria Ittner · Alemania                                                          | Oxana Yermakova · URSS · Marina Várkonyi · Hungría                                               |
| Espada por equipos  | Mariann Horváth · Marina Várkonyi · Zsuzsanna Szőcs · Diana Eöri · Gyöngyi Szalay · Hungría                 | Marie Hauterville Brigitte Benon Valérie Devaux Valérie Barlois Francia              | Oxana Yermakova Mariya Mazina Viktoriya Titova Yekaterina Lebedeva-Gorskaya Yuliya Garayeva URSS |

## Medallero
| Núm. | País     | Oro | Plata | Bronce | Total |
| ---- | -------- | --- | ----- | ------ | ----- |
| 1    | URSS     | 3   | 2     | 5      | 10    |
| 2    | Hungría  | 3   | 1     | 3      | 7     |
| 3    | Italia   | 2   | 0     | 0      | 2     |
| 4    | Alemania | 1   | 4     | 4      | 9     |
| 5    | Cuba     | 1   | 0     | 0      | 1     |
| 6    | Francia  | 0   | 2     | 3      | 5     |
| 7    | Rumania  | 0   | 1     | 0      | 1     |
|      | TOTAL    | 10  | 10    | 15     | 35    |